# Коринфский, Михаил Петрович
Михаил Петрович Кори́нфский (настоящая фамилия Варенцо́в; 1788, Арзамас — 22 (8) июня 1851, Казань) — российский архитектор, представитель позднего классицизма, зодчий, коллежский асессор.

## Биография

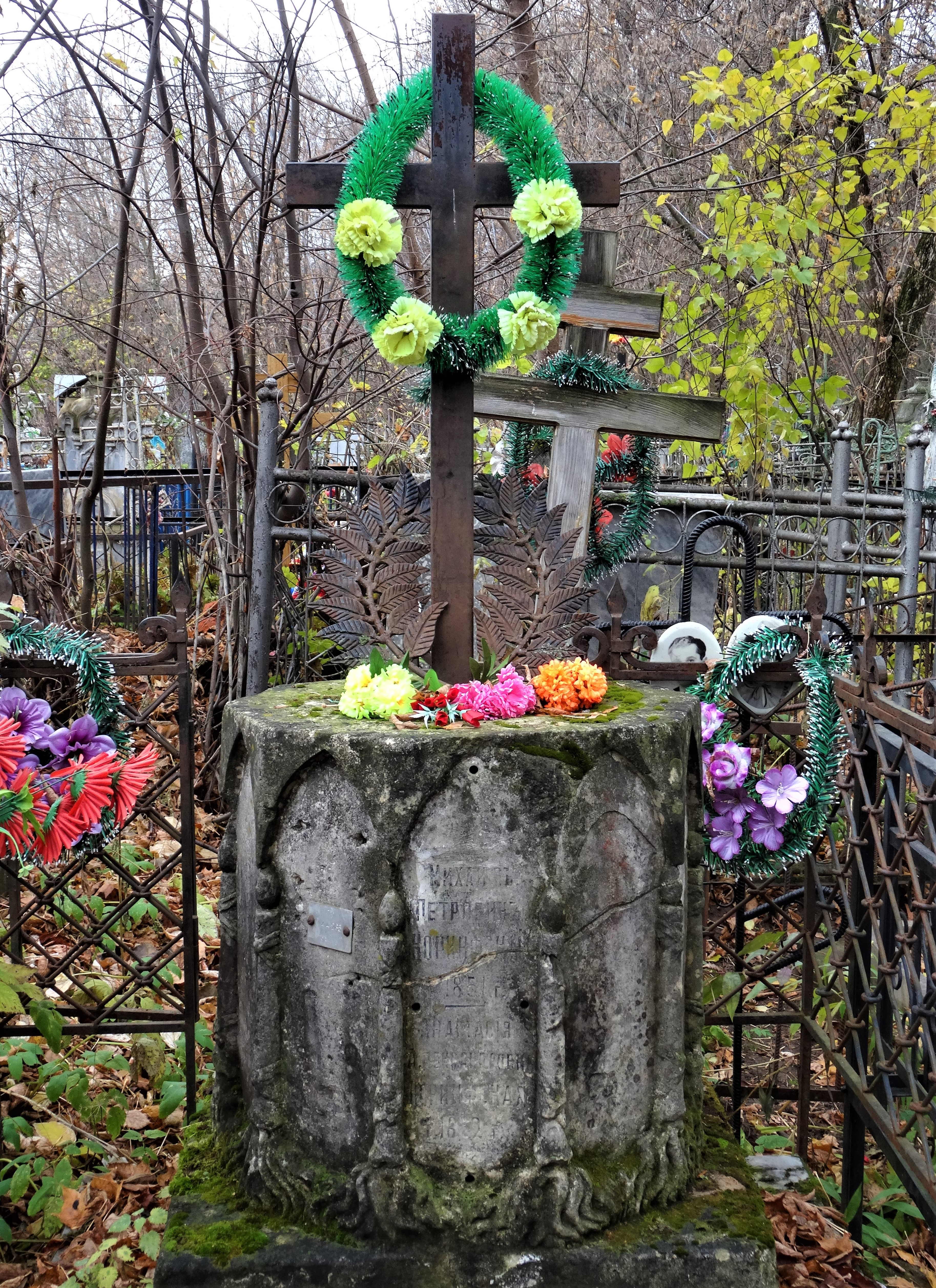
Надгробие М.П. и А.А. Коринфских (современное состояние)

Михаил Петрович Варенцов родился в семье резчиков иконостасов, по происхождению арзамасский мещанин. Обучался в художественной школе А. В. Ступина. В 1808 году Коринфский сдал экзамены и поступил в Петербургскую академию художеств, в архитектурный класс А. Н. Воронихина, окончив которую, получил звание художника 14-го класса. Практику проходил на строительстве Санкт-Петербургского Казанского собора, дома графа А. С. Строганова, дачи Зиновьева и др.
27 августа 1810 года Совет Академии художеств, рассмотрев представленные Коринфским планы Воскресенского собора для Арзамаса, одобрил их. А 22 декабря 1810 года за эту архитектурную композицию Михаил Петрович получил первую серебряную медаль.
В 1814 году в Арзамасе начинается строительство Воскресенского собора по плану Коринфского.
В этом же году Коринфский создаёт в Арзамасе художественное архитектурное училище. С 1813 по 1823 годы проектировал и строил по своим проектам различные здания и сооружения в Нижегородской, Пензенской и Симбирской губерниях. С 1823 по 1832 годы служит в должности губернского секретаря в Симбирском Дворянском собрании. За этот период по его проектам начинается строительство в Симбирске Свято-Троицкого кафедрального собора, Троицкого храма в селе Пятино, Тихвинской церкви (1817 г.) в селе Вороновка, перестройка «Дома трудолюбия», губернской гимназии, удельной конторы и др. В 1825 году за проект Свято-Троицкого Симбирского кафедрального собора удостоен звания «назначенного» академика Академии художеств, а в 1830 году — утверждён в звании действительного академика.
В 1833 году Коринфский возглавил Особый строительный комитет в городе Казани. Он возводит по своим проектам здания обсерватории, анатомического театра для учебного комплекса Казанского университета, разрабатывает планы фасада Арзамасского уездного училища.
Умер Михаил Петрович в Казани в 1851 году. Похоронен на Арском кладбище вместе с женой Анастасией Александровной (1862?) под надгробием, которое, по семейному преданию, сам и спроектировал.

## Работы архитектора

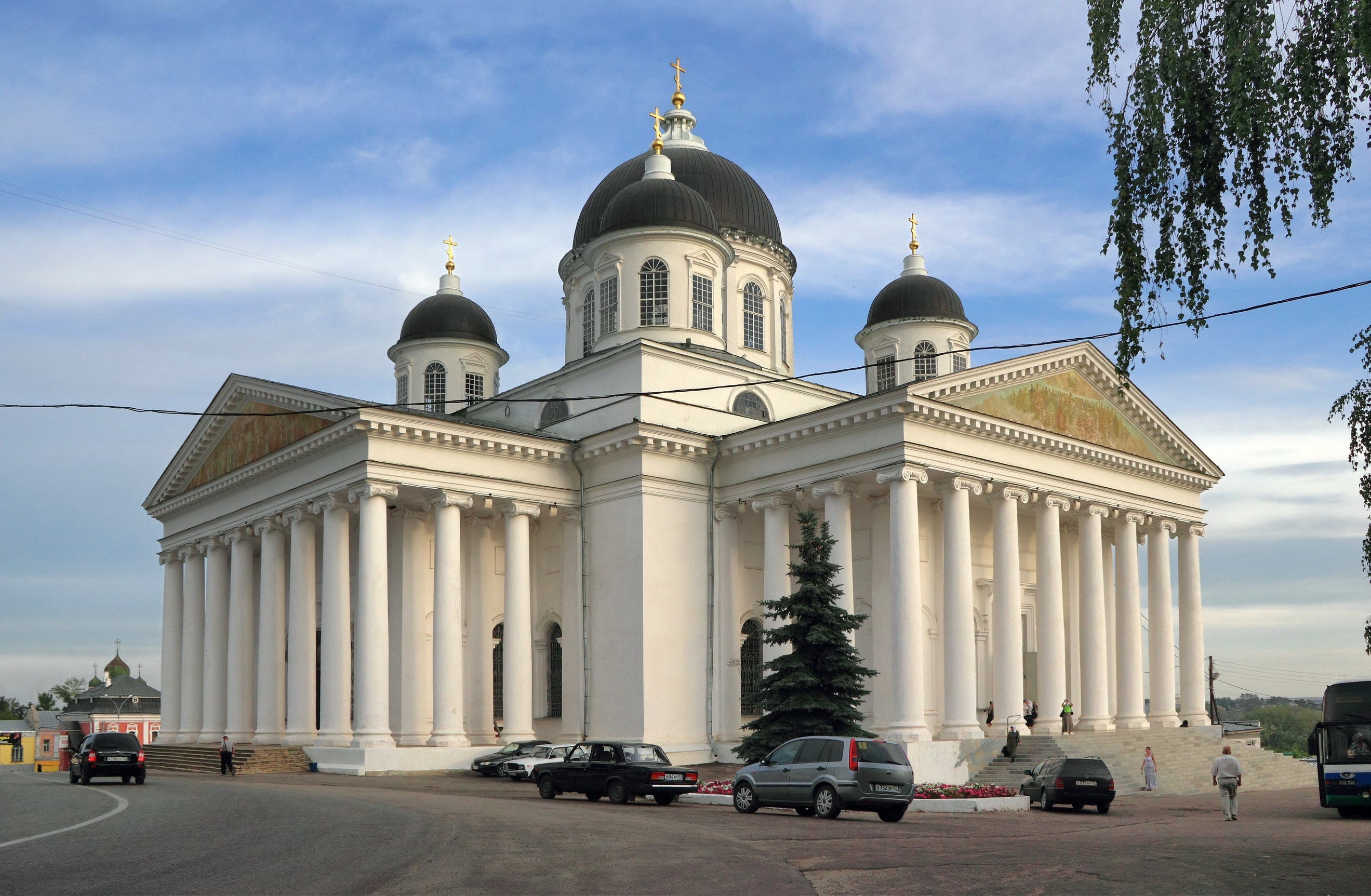
Воскресенский собор в Арзамасе
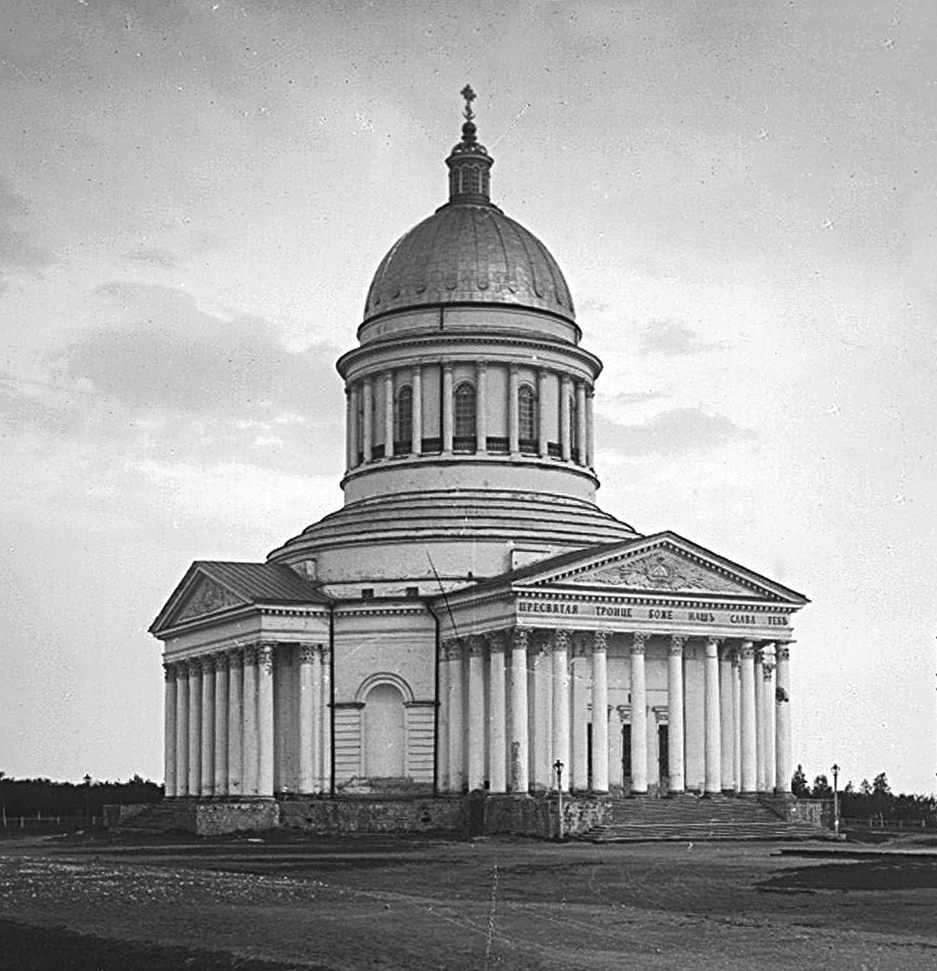
Троицкий собор в Симбирске
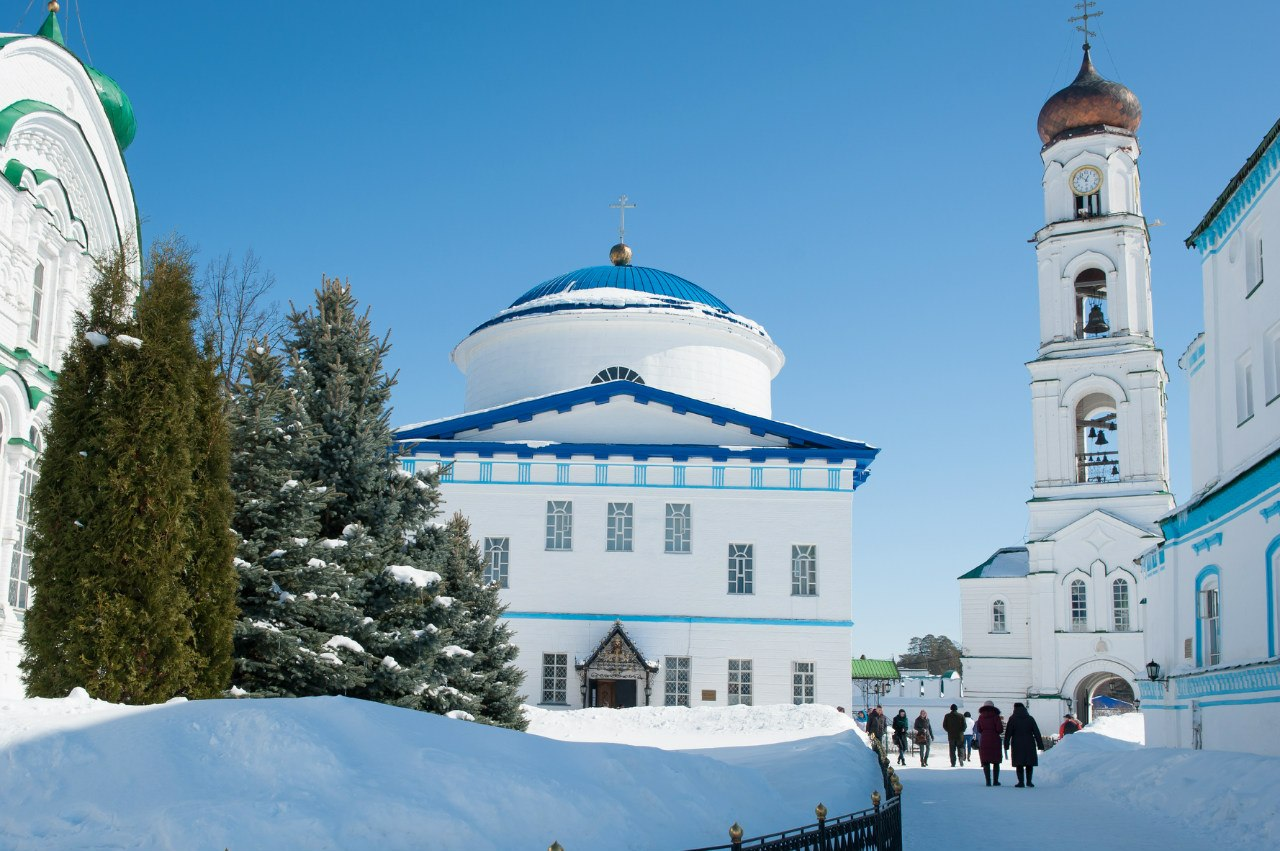
Собор во имя Чудотворной Грузинской иконы Пресвятой Богородицы, Раифский монастырь
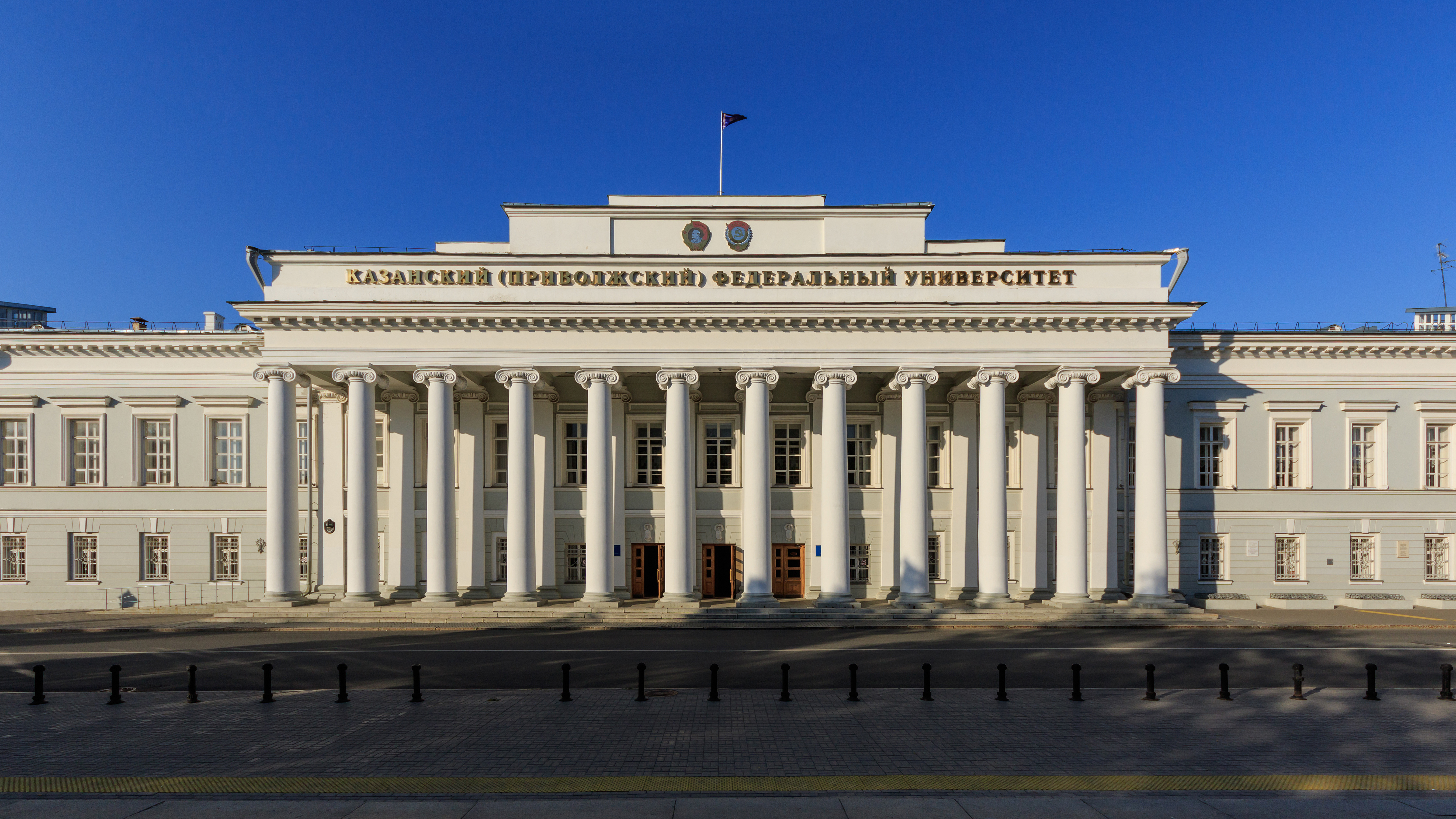
Главное здание Императорского Казанского университета
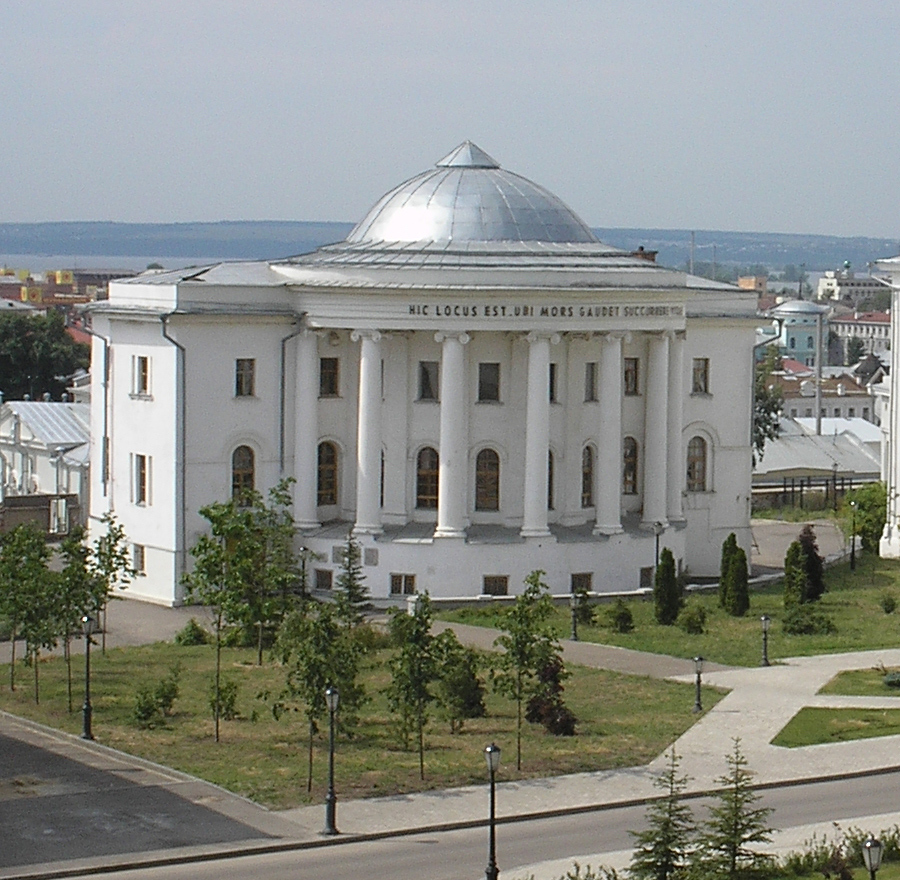
Анатомический театр медицинского факультета Казанского университета
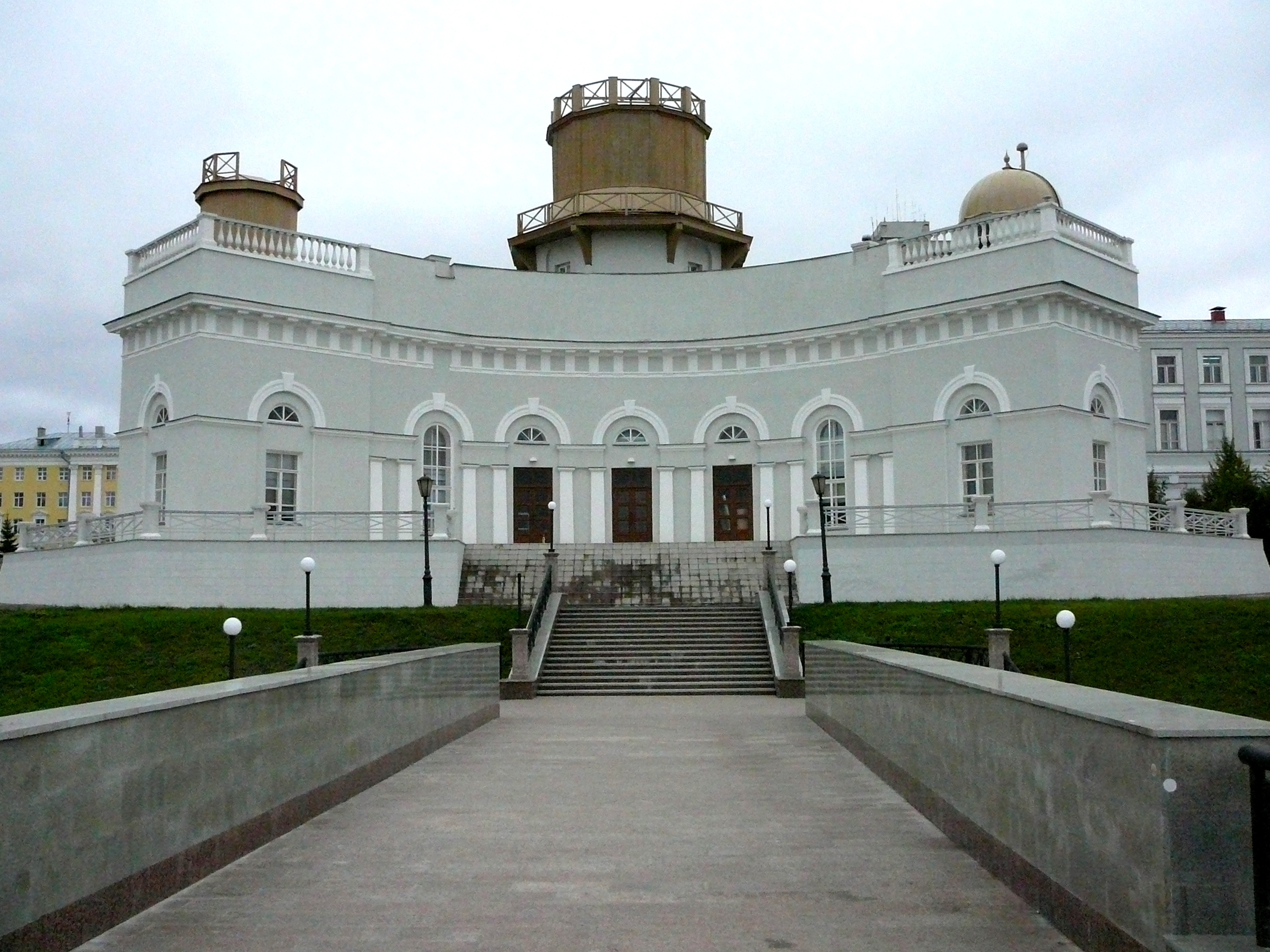
Здание Астрономической обсерватории Казанского университета
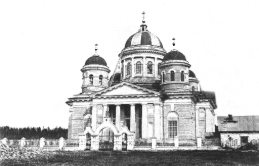
Фото 1900 г. - Храм Троицы Живоначальной в селе Пятино, Инзенского района, Ульяновской области.
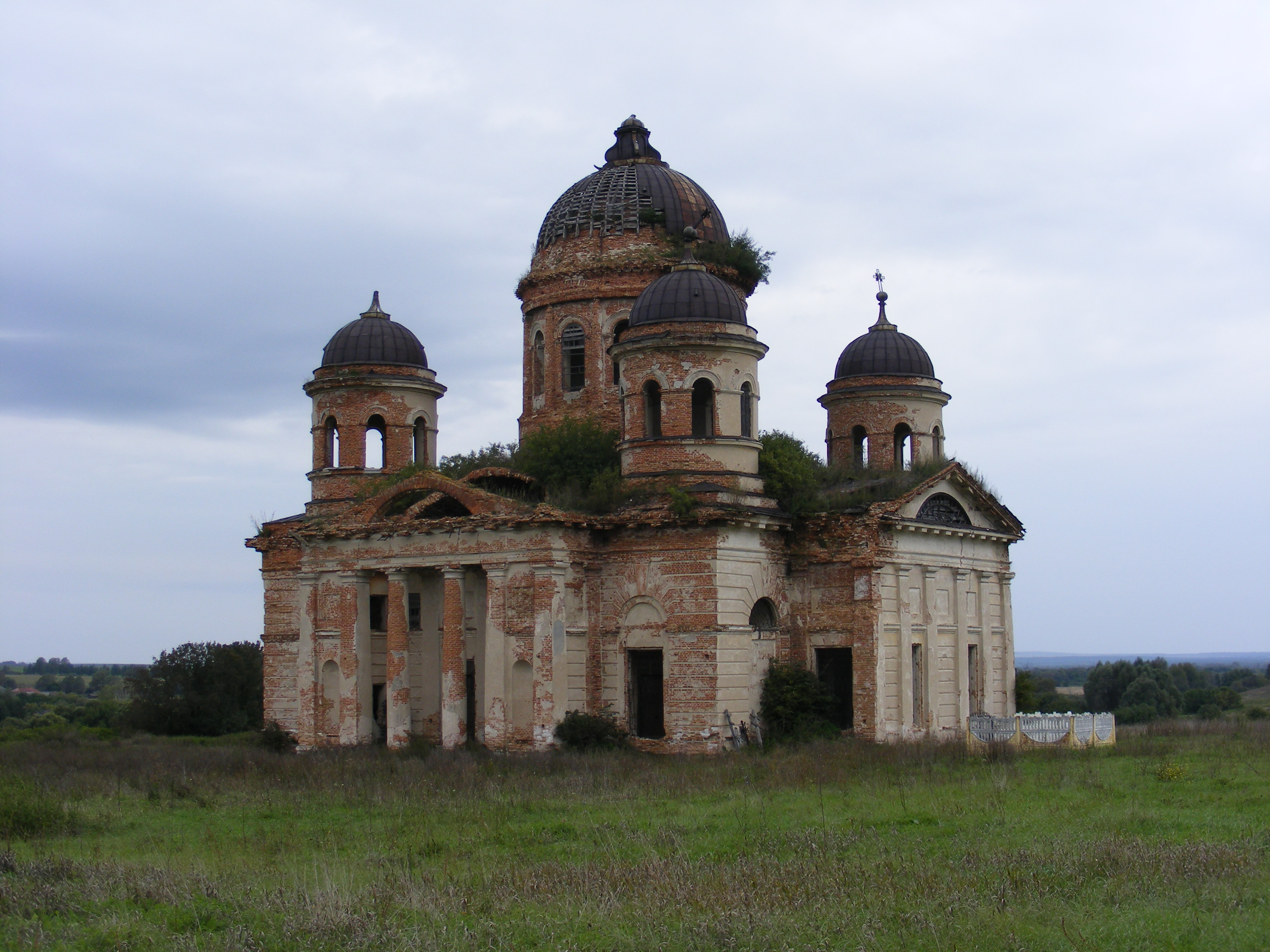
Троицкий храм в селе Пятино (Ульяновская область) (С 2016 года восстанавливается).
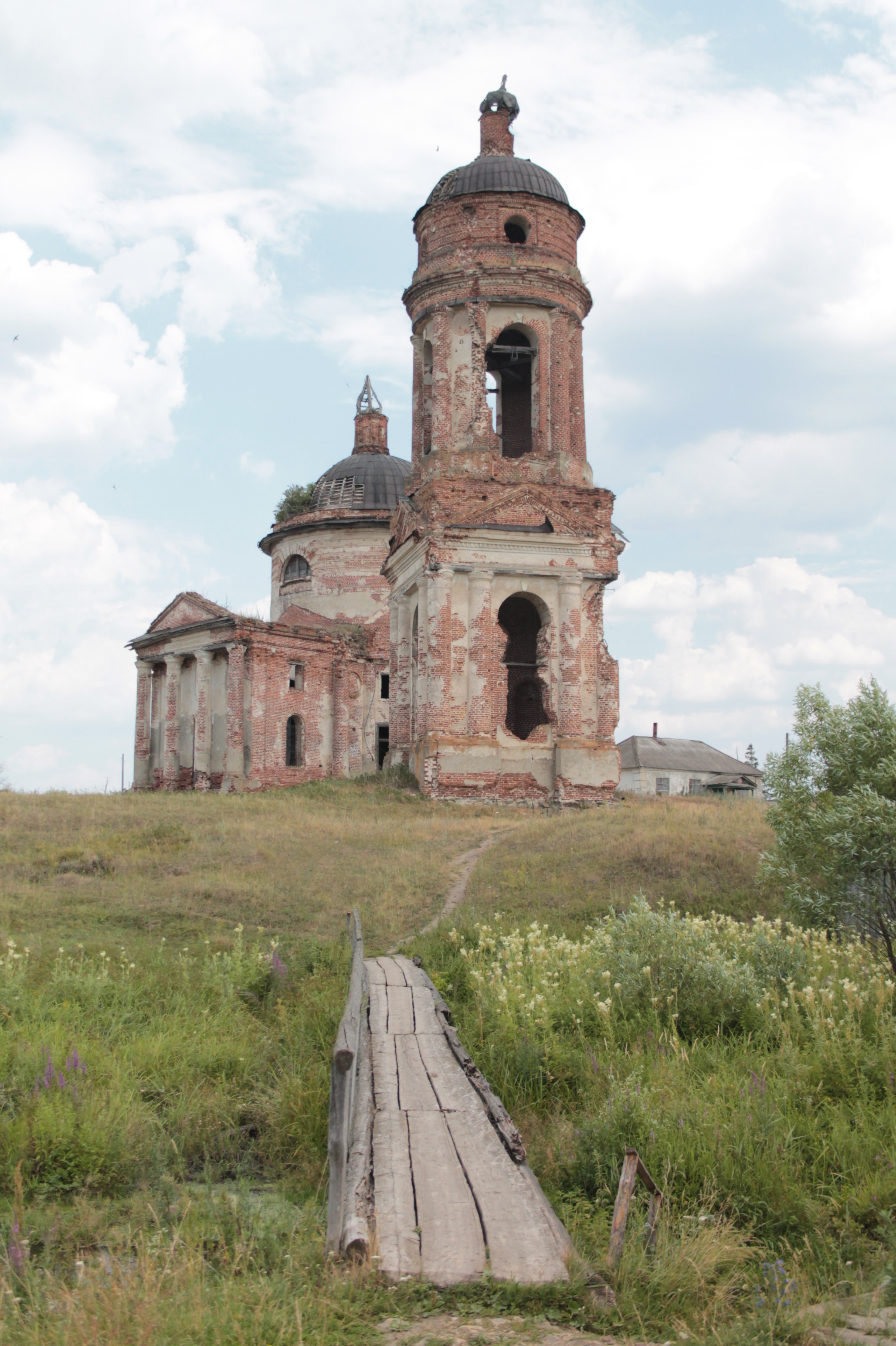
Тихвинская церковь в селе Вороновка (Ульяновская область), 1817 г.
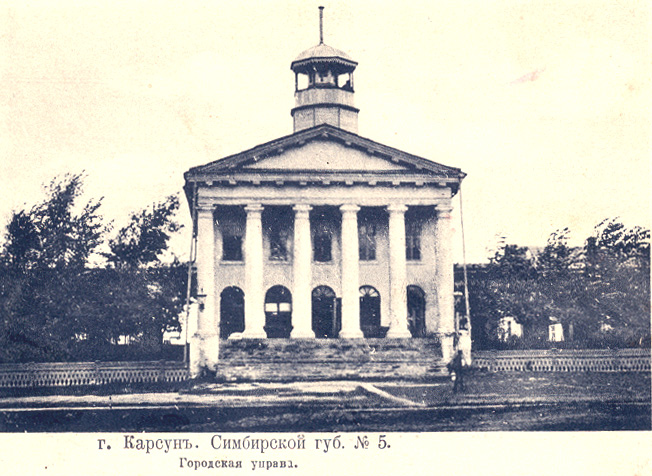
Фото 1900 г. - г. Карсун. Симбирской губ. Городская управа. Архитектор М. П. Коринфский, 1829—1831 гг. Ныне Центральная районная библиотека.

## Память
- В Казани названа улица его именем [3].
- В Ульяновске на улице Льва Толстого, на бывшем здании Симбирской удельной конторы, ныне Ульяновский фармацевтический колледж, установлена мемориальная доска посвящённая Михаилу Петровичу.

Мемориальная доска на здании Ульяновского фармацевтического колледжа.